# Вершинный
Верши́нный — посёлок в Семикаракорском районе Ростовской области.
Входит в состав Бакланниковского сельского поселения.

## География
В посёлке заканчивается основное русло ирригационного Нижнедонского канала.

## Население
| 2010 |
| ---- |
| 1204 |

## Улицы
| - ул. Дачная, - ул. Донская, - ул. Зелёная, - ул. Лесная, - ул. Мира, - ул. Молодёжная, - ул. Новая, | - ул. Пионерская, - ул. Политехническая, - ул. Сельская, - ул. Складская, - ул. Спортивная, - ул. Ударная, - ул. Центральная. |